# ویکی‌پدیای ساموگیتی
ویکی‌پدیای ساموگیتی نسخه زبان ساموگیتی وب‌گاه ویکی‌پدیا است.  زبان ساموگیتی تا ۲۸ اوت ۲۰۱۱ بابیش‌از ۱۲،۹۸۰ مقاله در رده نودوهفتم ویکی‌پدیاها قرار گرفته‌است.